# 8895 Nha
8895 Nha este un asteroid din centura principală de asteroizi.

## Descriere
8895 Nha este un asteroid din centura principală de asteroizi. A fost descoperit pe 21 august 1995 la Sapporo de Kazuro Watanabe. El prezintă o orbită caracterizată de o semiaxă mare de 2,25 ua, o excentricitate de 0,17 și o înclinație de 4,0° în raport cu ecliptica.